# Веслање на Летњим олимпијским играма 1900 — четверац са кормиларом за мушкарце
Трка четвераца са кормиларом је била једна од четири дисциплине у веслању на Олимпијским играма 1900.. Одржана је на реци Сени у Паризу 25. и 27. августа. Учествовало је 50 веслача из 4 земље. 
Због полемике која је настала око пласмана бродова у финале, донета је једна од најнеобичнијих одлука у историји олимпијских игара. Одржана су две одвојене финалне трке, а свака од њих је третирана као засебно такмичења јер су подељена два комплета медаља, а резултате је признао Међународни олимпијски комитет.

## Земље учеснице
- Француска (25)
- Холандија (5)
- Немачко царство (15)
- Шпанија (5)

## Резултати

### Полуфинале
Према пропозицијама у финале је требало да се пласирају првопласирани из сва три полуфуинала, и другпласирани из трећег полуфинала (које је имало 4 екипе, уместо три колико су имале друге две полуфиналне групе). Након протеста који је уследио због тога што су дргопласирани из другог и трећепласирани из трећг полуфинала имали објављена боља времена него првопласирани из првог, правила за финале су се променила. На крају у финале се пласирало шест посада подељених у две групе односно два одвојена финала Б и А. У Б финалу су учествовали дугопласирани из другог и другопласирани и трећепласиерани из трећег полуфинала У финалу А су учествовали победници све три полуфиналне групе.

#### Полуфинале 1
| Место | Држава/Екипа                               | Веслачи                                                                                             | Време  |
| ----- | ------------------------------------------ | --------------------------------------------------------------------------------------------------- | ------ |
| 1     | Немачко царство Веслачки клуб Лудвигсхафен | Ернст Феле Ото Фикајзен Карл Леле Херман Вилкер Франц Креверат (кор.)                               | 6:14,0 |
| 2     | Шпанија Веслачки клуб Барселона            | Juan Camps Mas José Fórmica Corsi Ricardo Margarit Calvet Orestes Quintana Antonio Vela Vivó (кор.) | 6:38,4 |
| 3     | Француска · Француски наутички клуб        | Beslaud Deslinières Peyronnie Saurel Кормилар непознат                                              | 6:40.0 |

#### Полуфинале 2
| Место | Држава/Екипа                             | Веслачи                                                                               | Време        |
| ----- | ---------------------------------------- | ------------------------------------------------------------------------------------- | ------------ |
| 1     | Холандија · Минерва Амстердам            | Coenraad Hiebendaal Geert Lotsij Paul Lotsij Johannes Terwogt Херманус Брокман (кор.) | 6:02,0       |
| 2     | Француска · Наутички клуб Лион           | Georges Lumpp Шарл Перен Daniel Soubeyran Емил Вегелен Кормилар непознат              | 6:06,.2      |
| —     | Француска · Société Nautique de la Marne | Cocuet Demaré Dorlia Waleff Кормилар немознат                                         | Није завршио |

#### Полуфинале 3
| Место | Држава/Екипа                          | Веслачи                                                                          | Време  |
| ----- | ------------------------------------- | -------------------------------------------------------------------------------- | ------ |
| 1     | Немачко царство Веслачки клуб Хамбург | Густав Гослер Оскар Гослер Валтер Каценштајн Валдемар Титгенс Карл Гослер (корм) | 5:56,2 |
| 2     | Француска ·                           | Анри Букер Жан Ко Емил Делшамбр Анри Азебрук Шарло (кор.)                        | 5:59,0 |
| 3     | Немачко царство Фаворит Хармонија     | Вилхелм Карстенс, Јулијус Кернер Адолф Мелер Хуго Ристер Густав Моц (кор.)       | 6:03,0 |
| 4     | Француска · Наутички клуб Дјеп        | Angot Delabarre Gelée Maison Кормилар непознат                                   | 6:20,0 |

### Финале

#### Финале Б
| Место | Држава/Екипа                      | Веслачи                                                                     | Време  |
| ----- | --------------------------------- | --------------------------------------------------------------------------- | ------ |
| 1     | Француска ·                       | Анри Букер Жан Ко Емил Делшамбр Анри Азебрук Шарло (кор.)                   | 7:11,0 |
| 2     | Француска · Наутички клуб Лион    | Georges Lumpp Шарл Перен Daniel Soubeyran Емил Вегелен Кормилар непознат    | 7:18,0 |
| 3     | Немачко царство Фаворит Хармонија | Вилхелм Карстенс, Јулијус Кернер Адолф Мелер Хуго Ристер Макс Амерман (кор) | 7:18,2 |

#### Финале А
| Место | Држава/Екипа                               | Веслачи                                                                                 | Време  |
| ----- | ------------------------------------------ | --------------------------------------------------------------------------------------- | ------ |
| 1     | Немачко царство Веслачки клуб Хамбург      | Густав Гослер Оскар Гослер Валтер Каценштајн Валдемар Титгенс Карл Гослер (корм)        | 5:59,0 |
| 2     | Холандија Минерва Амстердам                | Coenraad Hiebendaal Geert Lotsij Paul Lotsij Johannes Terwogt Hermanus Brockmann (кор.) | 6:03,0 |
| 3     | Немачко царство Веслачки клуб Лудвигсхафен | Ернст Феле Ото Фикајзен Карл Леле Херман Вилкер Франц Креверат (кор.)                   | 6:05,0 |

1. 1 2  Немачки тим је променио кормилара после полуфинала. Густав Моц је учествовао само у полуфиналу а Макс Амерман у финалу. Међутим, иако евидентиран код резултата такмичења, у прегледу медаља у бази МОК пише да је златну медаљу примио само Густав Моц.